# Diconne
Diconne település Franciaországban, Saône-et-Loire megyében. Lakosainak száma 373 fő (2022. január 1.). Diconne Villegaudin, Devrouze, Mervans, Saint-Martin-en-Bresse és Thurey községekkel határos.

## Népesség
A település népességének változása:
| Lakosok száma | 368  | 354  | 352  | 343  | 340  | 338  | 354  | 363  | 373  |
|               | 2013 | 2015 | 2016 | 2017 | 2018 | 2019 | 2020 | 2021 | 2022 |